# 民王
《王》（日语：／ Tamiō */?）是日本小說家池井戶潤創作的政治小說，2010年5月由POPLAR出版單行本，2013年6月7日由文藝春秋發行文庫本。2015年7月，朝日電視台改編為金11時段的電視連續劇。

## 概要
某日，身为日本首相的武藤泰山與其就讀大學的兒子武藤翔突然間交換了身體。為了不引起騷動，兩人試圖隱瞞週遭人，並以對方的身體過著對方的生活。但，武藤翔對政治完全沒興趣，連漢字也看不懂，在國會答辯時簡直陷入了一番苦鬥。另一方面，父親武藤泰山在就職活動和面試主管的面談亦是另一場苦戰……。

## 登場人物
- 武藤泰山：日本首相，民政黨的黨代表。在當選後一度爭權逐利在選舉時就不受女性歡迎。在黨內和家庭中的信賴度皆低。因和兒子武藤翔交換身體，不得已代替兒子前往面試，但討厭對方高高在上的態度使得求職不甚順利。
- 武藤翔：武藤泰山的兒子。吃喝玩樂、作息顛倒的大學生。卻很討女性的歡迎。雖然正在找工作，但八字沒一撇。對政治完全沒興趣，唸書也不行。性格純粹、有正義感。和父親交換身體後，卻因漢字不識幾個而陷入奮戰。
- 狩屋孝司：內閣官房長官，親近武藤泰山的人士。有「變態香蕉官房長官」的綽號。
- 鶴田洋輔：經濟產業大臣。曾以醉醺醺的狀態出席記者會。
- 真田武彥：防衛大臣。調查武藤為何會交換身體的原因。
- 藏本志郎：第一大在野黨憲民黨的領袖，武藤泰山的對手。
- 冬島一光：第二大在野黨共和黨的領袖。
- 南真衣：女大學生，武藤翔的同學。
- 村野惠里香：武藤翔的同學。以成為政治家為志願的優等生。

## 電視劇
《民王》，是2015年7月24日起於日本朝日電視台金11時段（23:15 - 00:15，JST）播出的電視連續劇，改編自池井戶潤的同名政治小說，由遠藤憲一、菅田將暉雙主演，此劇亦是菅田將暉初次主演民營電視台連續劇。
2016年4月15日播出為連續劇後的特別劇《民王特別篇〜新陰謀〜》，4月22日播出貝原茂平主演的《民王番外篇〜戀愛的總裁選舉〜》，4月23日起上傳在“Video Pass”與“朝日電視台視頻”上傳《民王番外篇 秘書貝原與六個可疑客戶》全6回。
2024年10月22日至12月10日，電視劇續作《民王R》於朝日電視台火9時段播出。香港由Viu於2024年10月22日起獨家播出；臺灣由friDay影音於2024年10月23日起獨家跟播。

### 概要
武藤翔（菅田將暉 飾）是個擁有「料理」、「美容」等豐富知識且女子力爆棚的男大學生，卻不慎被平底鍋砸到頭而與身為內閣總理大臣的父親武藤泰山（遠藤憲一 飾）交換了身體。究竟，兩人如何面對接踵而至的棘手難關呢？

### 主要角色
民王
- 武藤泰山：遠藤憲一  /  菅田將暉（交換後）（粵語配音：羅偉亮）

第100任日本內閣總理大臣。超愛咖哩。喜歡女色，曾傳出數起桃色糾紛。
- 武藤翔：菅田將暉  /   遠藤憲一 （交換後） / 石塚獅櫻（幼年）（粵語配音：陳健豪）

泰山的兒子。擁有「女子力」的早背山大學大四生，對雙親皆使用敬語。住在打工地方「暗雲」的閣樓上。雖是大學四年級生，但沒有相應的學習能力。
- 南真衣：本假屋唯香（粵語配音：莎拉）

翔的學姊。職業介紹公司社長，「暗雲」老闆夫婦的親戚。翔憧憬的人。
- 村野惠里香：知英 / 草刈正雄（交換後）（粵語配音：朱婉雯）

和翔同校的大四生。武藤泰山政治上的對手藏本志郎的女兒。尊敬真衣。
- 貝原茂平：高橋一生（粵語配音：梁皓翔）

泰山的公設祕書。
- 闇雲渡：原金太郎（日语：原金太郎）

無國籍料理餐廳「暗雲」的老闆。經常不計成本採買大量高級食材而使店家虧損，向東京第一銀行貸款來經營餐廳。招牌菜豬排咖哩飯是翔的最愛吃的料理，父親武藤泰山亦稱讚此道料理是「日本財產」。
- 闇雲郁代：池谷伸枝（日语：池谷のぶえ）（粵語配音：鄭家蕙）

「暗雲」的女將。
- Ram：信江勇（日语：信江勇）

常去「暗雲」找翔的女常客。職業為跳脫衣舞，體型較胖。
- Mutton：谷田川真理子

常去「暗雲」找翔的女常客。職業為陪酒女，體型較瘦。
- 武藤綾：峯村理惠（日语：峯村リエ）（粵語配音：陳凱婷）

泰山妻子，即總理夫人。十分溺愛翔，和丈夫泰山扮演著「假面夫妻」。
- 新田理：山內圭哉（日语：山内圭哉）

警視廳公安第一課警視。氣質像黑道的優秀警察。
- 狩屋孝司：金田明夫（日语：金田明夫）（粵語配音：李家傑）

內閣官房長官。代代為武藤家工作，泰山的盟友。
- 小中壽太郎：六角精兒（日语：六角精児）

政治評論家。早背山大學的教授。
- 冬島一光：猪野学（日语：猪野学）（粵語配音：袁德基）

共和黨領袖。
- 藏本志郎：草刈正雄（特別演出）/ 知英（交換後）

憲民黨領袖。泰山的政敵。自第一次當選以來即是TOP的熟面孔，人氣議員。
- 城山和彥：西田敏行

民政黨議員。泰山所屬的城山派大老。有實力的典型金權腐敗政客，在背後操控著武藤泰山。
民王R
- 田中丸一郎太：大橋和也（浪花男子）[7]
- 冴島優佳：Ano[7]
- 貓田守（猫田マモル）：山時聰真[7]
- 白鳥翼：溝端淳平[8]
- 蓮沼清彥：滿島真之介[8]
- 二木正一：岸部一德[8]

### 客串
第1話
江見芳信（第8話）：朝倉伸二
矢野通：本人（粵語配音：袁德基）
第2話
Gardner：雷克斯·瓊斯
Luce Twinkle Wink☆：本人
栃東大裕：本人
富士東和佳：本人
第3話
美薗真理：相澤真紀（粵語配音：陳凱婷）
第4話
桐一郎：越村友一
山里木綿子：津乃村真子
桐月有三：大出俊
鶴田洋輔（第6話）：山田明鄉
第5話
黑川正吉（第8話）：池田鐵洋
武尊的母親（第8話）：智順
淺田瞳（第7話）：水上京香
傳統農業員工（第8話）：渡洋史、三浦力
村井美雪（第6・7・8話）：安藤聖（粵語配音：陳凱婷）
第8話
師岡大助：四方堂亘
傳統農業社長：大葉健二
岡田和睦：本人
特別篇
北澤晴海：和泉茅渟
豪德寺義經：大倉孝二
中田薰：門脇麥
南部航平：松下優也
武田里美：藏下穗波
農夫：不破万作
番外篇
雪野詩音：相武紗季
鄉田剛：升毅
日向龜之助：林家正藏
大曲義久：山路和弘
德丸大悟：川岡大次郎
犬山首相：小宮孝泰
近澤元成：佐野泰臣
鈴木：藤田宗久
高宮千鶴：布施繪里
貝原修平：山崎畫大

### 製作團隊
民王
- 原作：池井戶潤
- 劇本：西荻弓繪（日语：西荻弓絵）
- 配樂：井筒昭雄（日语：井筒昭雄）
- 導演：木村尚（日语：木村ひさし）、本橋圭太（日语：本橋圭太）、山本大輔（日语：山本大輔 (演出家)）
- 主題曲：miwa《Stress-Free》（ストレスフリー）（Sony Music Records）[9]
- 插曲：
  - 菅田將暉、知英《青春貴族》（原曲：中村雅俊）
  - 遠藤憲一、菅田將暉《My Way》（原唱：保羅·安卡）
- 總製作人：大川武宏
- 製作人：飯田爽、菊池誠、神山明子
- 製作出品：朝日電視台

民王R
- 劇本：加藤陽一、後藤賢人、ガクカワサキ、富安美尋、保木本真也
- 導演：草野翔吾（日语：草野翔吾）、山本大輔（日语：山本大輔 (演出家)）、佐藤惠梨子
- 配樂：井筒昭雄
- 主題曲：asmi（Sony Music Labels Inc.）[10]
- 旁白：菅田將暉[11]
- 總製作人：三輪祐見子
- 製作人：飯田爽、田中真由子、菊池誠、岡美鶴
- 作協力：as birds（日语：アズバーズ）
- 制作：朝日電視台

### 獎項
- Oricon第1回CONFiDENCE日劇大獎[12]

最佳作品獎
最佳男主角獎：遠藤憲一、菅田將暉
最佳男配角獎：高橋一生
- 放送批評懇談會（日语：放送批評懇談会）銀河賞電視劇部門9月分月間賞
- 第86回日劇學院賞[13]

最佳作品獎
最佳男配角獎：高橋一生
劇本賞：西荻弓繪
導演賞：木村尚、本橋圭太、山本大輔

### 播出日程與收視率
| 集數                                                    | 播出日期       | 標題 | 導演     | 收視率 |
| ------------------------------------------------------- | -------------- | ---- | -------- | ------ |
| 第一章                                                  | 2015年 7月24日 | 組閣 | 木村尚   | 8.5%   |
| 第二章                                                  | 7月31日        | 外交 | 木村尚   | 7.0%   |
| 第三章                                                  | 8月14日        | 政敵 | 本橋圭太 | 4.8%   |
| 第四章                                                  | 8月21日        | 盟友 | 本橋圭太 | 6.6%   |
| 第五章                                                  | 8月28日        | 革命 | 木村尚   | 6.3%   |
| 第六章                                                  | 9月04日        | 暗殺 | 山本大輔 | 8.1%   |
| 第七章                                                  | 9月11日        | 謀反 | 木村尚   | 7.3%   |
| 最終章                                                  | 9月18日        |      | 木村尚   | 8.5%   |
| 平均收視率 7.1%（收視率由Video Research於關東地區統計） |                |      |          |        |

| 集數                                                    | 播出日期        | 標題 | 中文標題 (friDay影音) | 編劇                  | 導演       | 收視率 |
| ------------------------------------------------------- | --------------- | ---- | --------------------- | --------------------- | ---------- | ------ |
| 第1話                                                   | 2024年 10月22日 |      | 首相與秘書            | 加藤陽一 後藤賢人     | 草野翔吾   | 7.8%   |
| 第2話                                                   | 10月29日        |      | 首相與年輕人          | 後藤賢人              | 草野翔吾   | 3.7%   |
| 第3話                                                   | 11月05日        |      | 幼稚園兒童            | 後藤賢人              | 山本大輔   | 2.9%   |
| 第4話                                                   | 11月12日        |      | 首相與老婦人          | ガクカワサキ 後藤賢人 | 山本大輔   | 3.2%   |
| 第5話                                                   | 11月19日        |      | 首相與孩子們          | 富安美尋              | 草野翔吾   | 2.6%   |
| 第6話                                                   | 11月26日        |      | 首相與藝人            | 保木本真也            | 佐藤惠梨子 | 3.3%   |
| 第7話                                                   | 12月03日        |      | 首相與孕婦            | 富安美尋              | 山本大輔   | 3.0%   |
| 最終話                                                  | 12月10日        |      | 首相與AI              | 後藤賢人              | 草野翔吾   | 4.1%   |
| 平均收視率 3.8%（收視率由Video Research於關東地區統計） |                 |      |                       |                       |            |        |

### 播放電視台
| 日本 朝日電視台 週五晚間連續劇                            | 日本 朝日電視台 週五晚間連續劇     | 日本 朝日電視台 週五晚間連續劇                     |
| --------------------------------------------------------- | ---------------------------------- | -------------------------------------------------- |
|                                                           | 民王 （2015.7.24 - 2015.9.18）     |                                                    |
| 天使與惡魔-未解決事件匿名交涉課- （2015.4.10 - 2015.6.5） | 武士老師 （2015.10.23 - 2015.12）  |                                                    |
| 日本 朝日電視台 週二晚間九點連續劇                        |                                    |                                                    |
| 小南是迷你情人!? （2024年7月16日－9月10日）               | 民王R （2024年10月22日－12月10日） | 家政夫三田園 （第七季） （2025年1月14日－3月11日） |

| 香港 Now觀星台 和風周末 星期日 22:00 - 23:00            | 香港 Now觀星台 和風周末 星期日 22:00 - 23:00        | 香港 Now觀星台 和風周末 星期日 22:00 - 23:00 |
| ------------------------------------------------------- | --------------------------------------------------- | -------------------------------------------- |
|                                                         | （2015.9.27 - 2015.11.15）                          |                                              |
| 新增時段                                                | （2015.11.22 - 2016.2.7）                           |                                              |
| 星期一至五 20:45 - 21:45                                |                                                     |                                              |
| 剩餘公主 （2016.5.3 - 2016.5.16）                       | （2016.5.17 - 2016.5.26） （2016.5.27 - 2016.5.30） | 學校 2015 （2016.5.31 - 2016.6.21）          |
| 香港 ViuTV 星期日 20:30 - 21:30 · 6月12日 20:30 - 22:30 |                                                     |                                              |
| 粵港財富通（20:30-21:00） 經緯線（21:00-21:30)          | （2016.4.17 - 2016.6.5） （2016.6.12）              | SPECIALIST 特別篇 （2016.6.19 - 2016.07.10） |

| 台灣 緯來日本台 每週一至五 22:00 - 23:00 | 台灣 緯來日本台 每週一至五 22:00 - 23:00 | 台灣 緯來日本台 每週一至五 22:00 - 23:00 |
| ---------------------------------------- | ---------------------------------------- | ---------------------------------------- |
|                                          | （2015.11.23－2015.12.2）                |                                          |
| （2015.11.10 - 2015.11.20）              | （2015.12.3－2015.12.11）                |                                          |

## 外部連結
- 文藝春秋官方網站（原著）（日語）
- 朝日電視台電視劇官方網站（民王） （页面存档备份，存于） （日語）
- 朝日電視台電視劇官方網站（民王R） （日語）
- 民王的X（前Twitter）（日語）
- 民王的Instagram帳戶（日語）
- 緯來日本台官方網站 （页面存档备份，存于） （繁體中文）
- 互联网电影数据库（IMDb）上《民王》的资料（英文）